# Пръстенчата амбистома
Пръстенчата амбистома (Ambystoma annulatum) е вид земноводно от семейство Ambystomatidae. Видът е незастрашен от изчезване.

## Разпространение
Разпространен е в САЩ.

## Описание
Популацията на вида е стабилна.